# 中华人民共和国电影产业促进法
《中华人民共和国电影产业促进法》是2016年中华人民共和国颁布的一部促进电影产业发展的法律，全文共6章60条，从电影制作、发行、放映等各个环节作出相关规定。法案于2016年11月7日在第十二届全国人民代表大会常务委员会第二十四会议上以146票赞成、1票反对、8票弃权表决通过，并于2017年3月1日起正式施行。

## 背景
在1954年以及现行的《中华人民共和国宪法》中，皆列有国家对于进行文学、艺术等文化事业的公民予以鼓励和帮助的条文:第95条:第47条。1981年，《大众电影》杂志发文呼吁中国电影立法，曾在业界掀起浪潮。
而《电影审查法》的雏形可追溯至1993年4月21日《电影审查暂行规定》，该规定明确提出电影审查所禁止的8项内容，但规定尚不精确，具体执行会产生不同解释性条文。随后，《电影管理条例》于1996年5月29日正式通过。2001年12月25日，国务院颁布新版《电影管理条例》，影片若想过审必须完全遵循条例列出的标准。然而，11条标准中，只有唯一一条针对影片技术和质量问题；其余均关于影片思想和内容，如：不能泄露国家机密、危害国家安全或有损国家荣誉利益，不能煽动民族仇恨、破坏民族团结，不能宣扬淫秽、赌博、暴力或教唆犯罪，不能宣扬迷信和邪教等。
截至2016年底，中国新增1612家和9552块银幕，银幕总数已达41179块，中国因此成为世界电影银幕最多的国家。该年总票房达人民幣457.12亿元，城市院线观影人次13.72亿次。

## 立法过程
2004年年初，曾有“国家广播电影电视总局电影管理局抓紧进行电影促进法起草”的消息传出。按照计划，草案将于同年5月促成，8月到10月起起草初稿并征集业内外人士的意见。随后，广电总局的领导曾在不同场合表示法律起草正在进展中。期间，全国人大曾否决一份自称“中国电影促进法”的电影分级制度方案。
2011年12月15日，《电影产业促进法征求意见稿》正式网上公布。意见稿对备受业界关注的“偷票房”、“插播广告”等行为作出明确规定，但万众期待的“電影分級制度”并未列入意见稿。同时，该法将此前的《电影管理条例》十条影片禁令增加到十三项，包括煽动抗拒或者破坏宪法、法律、行政法规实施；宣扬宗教狂热，危害宗教和睦，伤害信教公民宗教感情，破坏信教公民和不信教公民团结；歪曲民族历史和民族历史人物，伤害民族感情；宣扬吸毒，渲染恐怖；传授犯罪方法；侵害未成年人合法权益或者损害未成年人身心健康等。
2015年9月1日，国务院常务会议正式通过《电影产业促进法（草案）》。草案同年10月30日首次由全国人大常委会审议。在审议上，针对部分演艺人员的劣迹造成极其负面的社会影响，常委会委员建议利用法律明确规定演艺人员的社会责任，设立行业禁入制度，限制劣迹演艺人员从事电影产业的制作工作。全文于11月9日在网上公布，面向社会公开征集意见。
2016年8月29日，草案进入二审。此次审议新增电影从业人员应德艺双馨，制造虚假交易、瞒报虚报票房收入最高罚款50万元等规定。罚款规定在草案三审中升格，影院“偷票房”最高将被处以五倍罚款，甚至可能吊销营业执照。观众若盗录电影，影院人员应予以制止或要求其离场。同时，网络电影也纳入法律的规管范围。
2016年11月7日，第十二届全国人民代表大会常务委员会第二十四会议以146票赞成、1票反对、8票弃权表决通过《电影产业促进法》。

## 内容
法律全文共6章60条，从制作与摄制、发行与放映、产业支持和保障、法律责任等方面进行规范。其中，行政审批程序得到简化，电影制片单位和电影拍摄许可证审批取消，影片审查等多项行政审批项目下放，但影片公开放映仍须取得公映许可证；境外机构与个人独立参与影片摄制被禁止，境外企业参与国内电影拍摄必须以合拍方式进行；国产片放映时长不得低于年放映总时长的三分之二；初审未通过的影片可再次申请审查；未获得批准参加海外电影节，将被处以影片被禁乃至禁止拍片的处罚；重罚票房透漏瞒报现象；“德艺双馨”作为从业者要求写入法律，劣迹艺人可能会断送事业。同时，法律规定政府出资补贴建立农村公益院线，支持接受九年义务教育的学生等未成年人、老年人、残障人士、城镇低收入居民以及进城外来务工人员免费观影。
尽管法律没有明确提出電影分級制度，但第20条提到“摄制电影的法人、其他组织应当将取得的电影公映许可证标识置于电影的片头处；电影放映可能引起未成年人等观众身体或者心理不适的，应当予以提示”。受此影响，于2017年3月3日公映《金刚狼3：殊死一战》成了新法实施后首部必须有明确发行公示的影片，尽管该片发行方20世纪福克斯为了加快过审流程，在送审之前事先在中国内地发行的版本相较于原版删减了14分钟，但各大线上售票平台和线下售票窗口均被要求明确标示“小学生及学龄前儿童应在家长陪同下观看”的提示。2018年上映的《湮灭》则是第一部无需删改即可附加年龄提示的好莱坞进口片，中国动画电影《大护法》则是立法后第一部附加提示（13岁以下需陪同观看）的动画电影，2023年上映的《涉过愤怒的海》则是首部附加年龄提示的中国国产真人电影。
事实上《电影产业促进法》从来没有规定同性恋、跨性别的内容需要进行强制删减或者拒绝审查，例如2015年的《烈日灼心》2017年上映的《52赫兹，我爱你》《美女与野兽》和2018年的《寻找罗麦》，许多在中国上映的删减同性恋、跨性别情节的电影都是片方、引进方考虑到中国国内民意情况，大部分人对于相关元素处于反对态度而自我删减，从2023年开始，更多包含同性恋、跨性别情节的电影开始在中国国内上映。例如《沙赞2》、《蜘蛛侠：纵横宇宙》、《生无可恋的奥托》、《恶世之子》、《照明商店》、《狗神》、《泰勒斯威夫特·时代巡回演唱会》、《好东西》、《破•地狱》在中国内地发行的版本都保留了原本的同性恋、跨性别情节。
原则上《电影产业促进法》不允许带有亡灵元素的电影上映，但《寻梦环游记》因为其情节动人，看哭了在场的所有审查人员及领导，成为了一个特例获得审查通过。从2024年上映的台湾电影《看不见的朋友》开始，电影局对于灵异鬼怪元素的审查开始减弱。
获得年龄提示的电影如下：
2017年
- 金刚狼3：殊死一战（小学生及学龄前儿童应在家长陪同下观看）

- 异形：契约（小学生及学龄前儿童应在家长陪同下观看）

- 新木乃伊（小学生及学龄前儿童应在家长陪同下观看）

- 大护法（13岁以下应在家长陪同下观看，首部获得提示的国产片/国产动画电影）

2018年
- 湮灭（小学生及学龄前儿童应在家长陪同下观看）

2020年
- 妙先生（建议13岁以上观众观看）

- 姜子牙（建议8岁以上观众观看）

2023年
- 涉过愤怒的海（18岁以下谨慎选择观看，首部获得限制级提示的国产真人电影）

- 爆裂点（18岁以下应在家长陪同下观看，首部获得限制级提示的香港电影）[28]

2024年
- 周处除三害（未成年人谨慎观影，首部获得限制级提示的台湾电影）[29]

- 童话•世界（不推荐15岁以下青少年观看）

- 疯狂的麦克斯•狂暴女神（18岁以下应在家长陪同下观看）[30]

- 死侍与金刚狼（18岁以下谨慎选择观看）

- 默杀（18岁以下谨慎选择观看）

- 异形：夺命舰（未成年人谨慎选择观看）

- 小丑2（未成年人谨慎选择观看）

- 鸳鸯楼·惊魂（未满16周岁未成年人及高血压、心脏病患者谨慎观看）

- 角斗士2（未成年人谨慎观看，首部香港评级iii级内地完整版上映的进口电影）

2025年
- 诡才之道（未成年人谨慎选择观看）

- 731（未成年人谨慎选择观看）

- 疾速追杀4（未成年人谨慎选择观看）

- 走到尽头（未成年人谨慎观看，首部附加提示的日本真人电影）

- 怒水西流（18岁以下谨慎观看）

- 制暴：无限杀机（未成年人谨慎观看）

- 疾速追杀外传·芭蕾杀姬（未成年人谨慎观看）

- 当哒当·邪视（未成年人谨慎观看，首部获得限制级提示的进口动画电影）

- 侏罗纪世界：重生（影片包含惊悚内容，部分观众谨慎观影）

- 聊斋·兰若寺（建议6岁以上儿童观看，6到13岁儿童建议在父母或成年亲友陪伴下观赏）

- 赎梦（未满16岁观众谨慎观看）

- 蜗牛回忆录（未成年观众谨慎选择观看）

## 分析
据广电总局政策法制司负责人的介绍，该法“将长期以来中国电影产业改革发展的成熟经验上升为法律制度，为未来电影产业持续健康繁荣发展提供了有力的法制保障，对电影产业的长远发展具有里程碑意义”。同时，作为文化产业领域的首部法律，该法也“将对整个文化产业的发展产生长期深远的影响”，对文化产业领域立法“产生积极的示范作用”。
上海电影家协会主席、导演张建亚认为：“起初我们盼望的是一部立足于电影创作和审查的法律，因为过去拍电影常常是立项的时候说没问题，到了审查的时候又有新情况，进行不下去，弄得很难办。所以我们希望能有一个统一的标准来作为指导。”

## 争议

### 屏摄行为相关争议
《电影产业促进法》第31条对电影院正在放映的电影进行录音录像的行为进行规管，规定“未经权利人许可，任何人不得对正在放映的电影进行录音录像”，同时规定电影院工作人员发现此情况有权予以制止并要求其删除。与此同时，每张纸质电影票的“观影须知”以及影院的宣传海报或者映前广告中，都会明确“影厅内禁止摄影”的规定。尽管2021年春节期间有上百位艺人联合倡议拒绝盗摄行为，此后各片方也发文倡议反对盗摄，CCTV-6《今日影评》栏目也于2021年初邀请律师就此问题讨论，律师指出在龙标显示完毕后，任何电影盗摄行为属于“违反《电影产业促进法》”，但屏摄行为相关问题迄今为止仍然存在争议。
2024年2月15日下午，歌手薛之谦在微博发表电影《飞驰人生2》的观后感，并附上了3张在电影院拍摄的电影画面，此举引发争议，“薛之谦 盗摄”的微博话题也成为热搜话题。2月16日晚，央视新闻在报道此事时，引述了中国政法大学传播法研究中心副主任朱巍的观点，认为法律上没有“盗摄”一说，“盗摄”是侵害著作权的通俗说法。而依据《中华人民共和国著作权法》第二十四条，用于个人欣赏、研究、课堂教学，为评价或评论某个已发表的作品属于合理使用范围，不构成著作权法中所说的侵害版权的行为；倘若将电影中的片段在视频平台传播，若未经权利人同意，则属于侵权。北京一家律所的律师也认为，上述两条规定对“屏摄”行为合法性的界定有些模糊，前者只针对录音录像，并没有明确对于拍照的界定；而后者的规定中，若“屏摄”者没有将拍摄图片用于商业目的，也无法界定为侵权。实际上，“屏摄”行为的合法性虽无法厘清，但仍属于一种不道德的行为。